# Робб, Мюриэл
Мюриэл Робб (англ. Muriel Robb), полное имя Мюриэл Эвелин Робб (англ. Muriel Evelyn Robb; 13 мая 1878, Ньюкасл-апон-Тайн, Англия — 12 февраля 1907, Ньюкасл-апон-Тайн, Англия) — британская теннисистка, чемпионка Уимблдонского турнира в женском одиночном разряде (1902).

## Биография

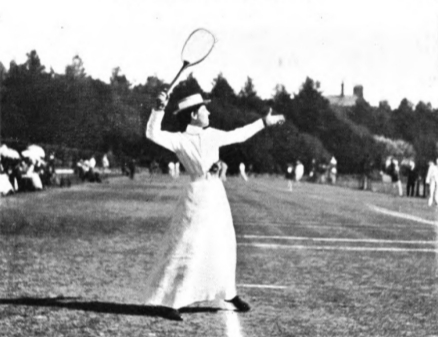
Подача Мюриэл Робб (не позднее 1903 года)

Мюриэл Робб родилась 13 мая 1878 года в Джесмонде (район города Ньюкасл-апон-Тайн, Англия) в семье снабженца Уильяма Дэвида Робба (William David Robb) и его жены Эллен Робб, урождённой Ритсон (Ellen Robb, née Ritson). Мюриэл обучалась в Челтнемском дамском колледже (англ. Cheltenham Ladies' College, Челтнем, графство Глостершир). Там же она получила первые уроки тенниса, а затем стала членом Джесмондского клуба лаун-тенниса (англ. Jesmond Lawn Tennis Club).
Мюриэл Робб начала выступать в официальных теннисных соревнованиях с 1896 года, и вскоре она стала победительницей ряда престижных британских турниров. В 1899 году она в первый раз участвовала в Уимблдонском турнире и дошла до четвертьфинала, где проиграла ирландской теннисистке Рут Дурлахер 1-6, 7-5, 3-6
. На двух последующих Уимблдонских турнирах Робб также выбывала на четвертьфинальной стадии, оба раза проигрывая британской теннисистке Шарлотте Купер: 3-6, 7-9 в 1900 году и 0-6, 0-6 в 1901 году.
Уимблдонский турнир 1902 года оказался самым успешным для Мюриэл Робб. В четвертьфинале соревнований претенденток она победила Хильду Лейн 6-1, 7-5, в полуфинале — Доротею Дугласс 6-4, 2-6, 9-7, а в финале — Агату Мортон 6-2, 6-4. После этого, как победительница турнира претенденток, она оспаривала чемпионское звание в матче «челлендж-раунда» с прошлогодней чемпионкой Шарлоттой Купер. Купер выиграла первый сет со счётом 6-4, но Робб удалось отыграться, выиграв второй сет со счётом 13-11 (отыграв по ходу дела один матчбол при счёте 5-4, 40-30 в пользу Купер). После этого, при равном счёте 4-6, 13-11 матч был остановлен из-за дождя. На следующий день было решено переиграть весь матч с самого начала, и Робб удалось одолеть Купер со счётом 7-5, 6-1. Всего за два дня было сыграно 53 гейма (34 в первый день и 19 во второй день), что является рекордом для женских одиночных финалов на Уимблдонском турнире.
Мюриэл Робб собиралась участвовать и в Уимблдонском турнире 1903 года, но по какой-то причине она отказалась защищать своё чемпионское звание в матче «челлендж-раунда», так что новой чемпионкой стала Доротея Дугласс, победившая в финале турнира претенденток.
После 1903 года Мюриэл Робб больше не участвовала в соревнованиях из-за проблем со здоровьем. Она жила в Ньюкасл-апон-Тайне, где и умерла от рака 12 февраля 1907 года в возрасте 28 лет. Она похоронена на Старом Джесмондском кладбище.

### Финалы Уимблдонского турнира

#### Одиночный разряд: 1 финал (1 победа)
| Результат | №  | Год  | Турнир   | Соперница      | Счёт     |
| Победа    | 1. | 1902 | Уимблдон | Шарлотта Купер | 7-5, 6-1 |